# Zwemmen (mens)

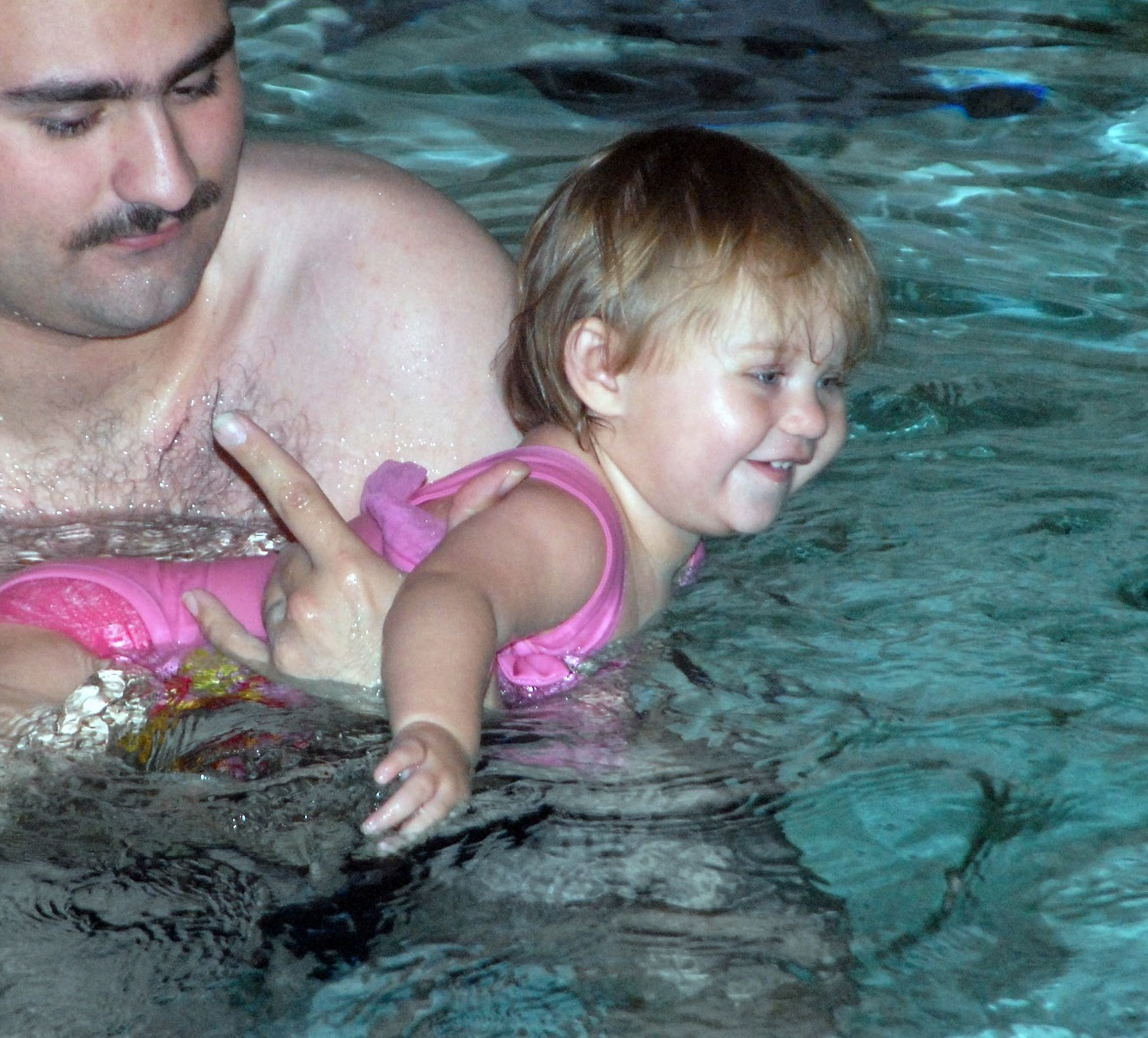
Een vader die zijn dochtertje aan het zwembad laat wennen

Zwemmen is het zich voortbewegen door het water. Dit wordt gedaan om verschillende redenen: om te overleven (het voorkomen van verdrinking), als recreatie en als sport (zie zwemsport).
Binnen enkele weken na de geboorte gebruiken baby's al een rudimentaire zwemslag als ze in het water raken. Deze reflex verdwijnt echter na verloop van tijd, en bovendien is deze wijze van zwemmen weinig effectief. In veel landen, onder meer Nederland en België krijgen de meeste kinderen zwemles.
Er zijn verschillende zwemslagen. Op zwemles worden in het algemeen de schoolslag, rugslag en borstcrawl aangeleerd. Samen met de vlinderslag zijn dit ook de zwemslagen die in sportverband worden beoefend. Daarnaast zijn er vele andere technieken, die gebruikt worden voor speciale functies, of om bepaalde lichaamsdelen te ontzien of juist extra te trainen.

## Geschiedenis

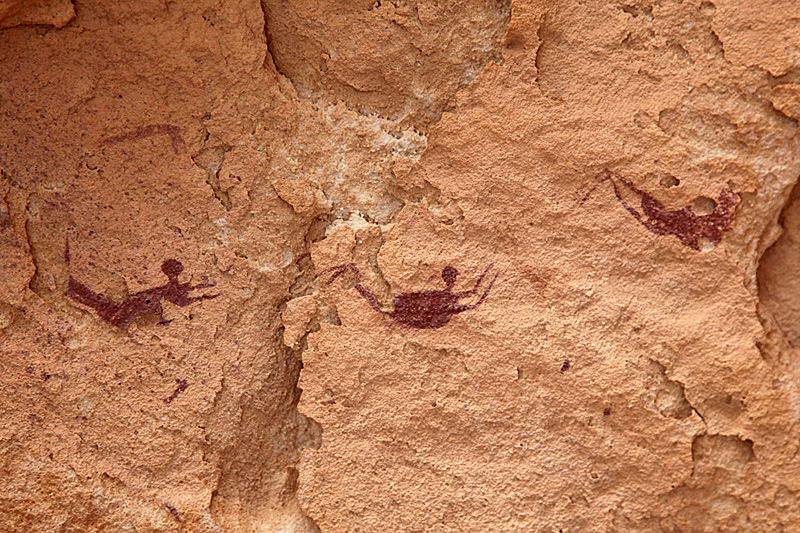
Rotsschildering van zwemmende mensen in de Grot van de zwemmers in Wadi Sura in het Gilf Kebirmassief (Westelijke Egyptische Woestijn)

De oudste archeologische vondst waarin zwemmen voorkomt als menselijke activiteit, is de Grot van de zwemmers in Zuidwest-Egypte, waar 8000 jaar oude rotstekeningen zijn aangetroffen die zwemmende mensen afbeelden. Doorheen de oudheid in de Vruchtbare Sikkel lijkt zwemmen al vanzelfsprekend. Op versierde lepels uit de tijd van de Egyptische farao Achnaton (rond 1360 v.Chr.) zijn zwemmende jonge vrouwen afgebeeld. Ook het bijbelboek Jesaja (8e eeuw v.Chr.) verwijst naar zwemmen. Rond diezelfde periode wordt zwemmen vermeld in het Chinese Boek der Liederen. In het paleis van de Assyrische koning Assurnasirpal II (883-859 v.Chr.) hing een reliëf waarop krijgers in volle wapenrusting een rivier overzwemmen.
In Mohenjodaro in Pakistan, een archeologische site van een stad uit het derde millennium v.Chr., bevindt zich een bad van 12 bij 7 meter en 2,5 meter diep, maar het werd waarschijnlijk eerder voor zuiveringsrituelen gebruikt dan als zwembad. De Romeinen onderhielden verwarmde openbare zwembaden.

## Zwemsport

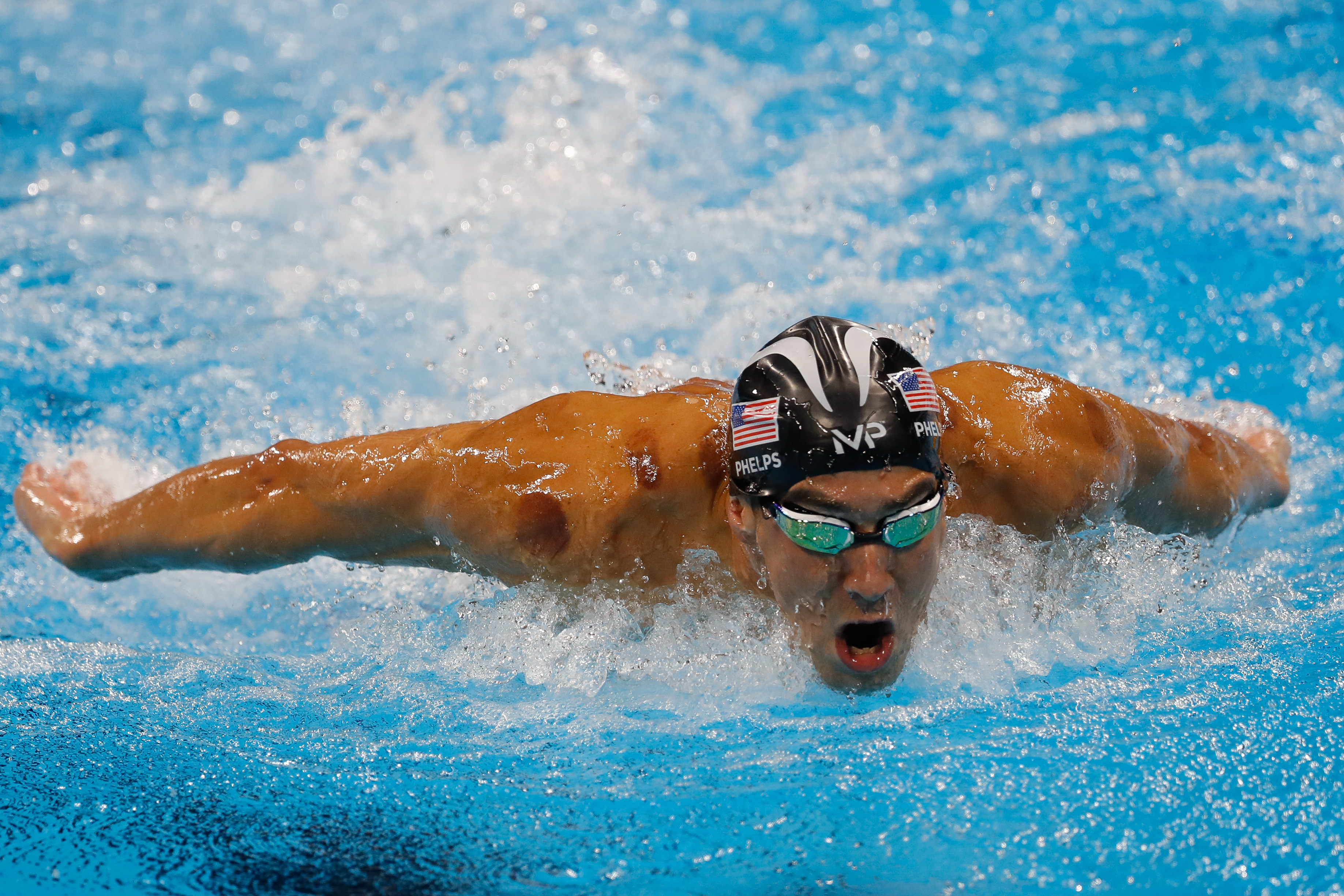
Michael Phelps op weg naar zijn 20ste gouden medaille (200m vlinderslag op de Olympische Spelen van Rio de Janeiro in 2016)

Zwemmen is het voorwerp van een grote verscheidenheid aan competities; vaak is het doel als snelste een vooraf afgesproken traject af te leggen, maar er zijn ook jurysporten zoals schoonspringen en synchroonzwemmen. Sinds het begin van de moderne Olympische Spelen in 1896 heeft elke Olympiade zwemnummers gehad. Daarnaast zijn er de Wereldkampioenschappen zwemsporten.

### Bekende zwemkampioenen
Bekende mannelijke atleten zijn Michael Phelps, Mark Spitz, Johnny Weissmuller, Ian Thorpe, Matt Biondi en Tamás Darnyi. Bij de vrouwen verwierven onder meer Katie Ledecky, Tracy Caulkins, Krisztina Egerszegi, Janet Evans, Dawn Fraser en Shane Gould faam.

### Doping
Zoals in vrijwel elke topsport proberen sommige atleten hun prestaties te verhogen door het gebruik van verboden geneesmiddelen. De zwemsport leed onder een systematisch dopingprogramma van Oost-Duitse atleten in de jaren 1970 en 1980, gesteund door de overheid.

### Training
Een aantal belangrijke nieuwe technieken voor de voorbereiding van topatleten zijn ingevoerd door de Australische zwemcoach Forbes Carlile (1921-2016). Carlile benaderde de training van zwemmers vanuit wetenschappelijk standpunt. Tot zijn uitvindingen behoren: ritmeklokken, intervaltraining, hartslagbewaking, opwarmen, de trap in twee tijden (two-beat kick) en afbouwen kort voor de wedstrijd.

## Biomechanica
De fysica van het zwemmen wordt bepaald door verticale krachten (gewicht van de zwemmer en opwaartse stuwkracht, min of meer in evenwicht bij het drijven) en horizontale krachten (voortstuwing en stromingsweerstand). Zowel de voortstuwing als de stromingsweerstand worden mogelijk gemaakt door de viscositeit en de dichtheid van het water. Voortstuwing en afremming staan in een complexe relatie tot elkaar, waardoor de ideale biomechanica van een zwemmer niet vanzelfsprekend is. De bewegingen die normaal zouden leiden tot de grootst mogelijke voorwaartse kracht, veroorzaken ook veel weerstand; een goede zwemtechniek zoekt een ideaal evenwicht tussen de twee krachten. Een bijkomende complicatie is dat de stromingsweerstand aan het oppervlak (golfweerstand) bij wedstrijdsnelheden 20 tot 25% hoger ligt dan de stromingsweerstand onder water.
Omdat het menselijk lichaam niet in de eerste plaats is afgestemd op snel door het water bewegen, maken zwemmers gebruik van ongewone gewrichtsbewegingen zoals extreme plantaire flexie (strekken van de voet); extreme extensie van de knie, de schouders en de onderrug; en inwendige rotatie van de heup (bij schoolslag). De zwemmer gebruikt ook spieren die bij voortbeweging over land niet sterk hoeven te zijn, zoals de vier primaire schouderbladspieren, de extensoren van de heup en de knieën, en de flexoren van de heup.
In de regel zwemt de mens vooruit. Maar ook achteruitzwemmen kent zijn records.

## Zwemkleding
Tot aan het begin van de 19de eeuw was naaktzwemmen de norm. Vanaf dan deed specifieke zwemkledij haar intrede, typisch in wol, met als doel een compromis tussen enerzijds zwemcomfort en anderzijds sociale normen over naaktheid. De eerste vrouwenbadpakken waren lange jurken die het lichaam van de nek tot de enkels bedekten, soms verzwaard met gewichten. Mannenkledij leek op lang ondergoed. Vanaf het begin van de jaren 1900 werden de zwempakken kleiner naarmate de normen over het tonen van het menselijk lichaam losser werden. De onderkant van een mannenbadpak kwam nog maar tot aan de knie. Vrouwelijke badpakken lieten de onderbenen en de armen vrij. In 1914 stichtte Alexander MacRae de Australische firma die later Speedo zou gaan heten, een van de eerste leveranciers van zwemkledij voor competitiezwemmers. Kleine, nauwsluitende zwemkledij vermindert de weerstand in het water. Om dezelfde reden dragen sportzwemmers een nauwsluitende badmuts. Een zwembril beschermt de ogen tegen vuil en chemicaliën in het water.

## Zwembaden
Een zwembad is een kunstmatig aangelegd waterreservoir met als doel mensen toe te laten te zwemmen. Veel overheden en privéinstellingen baten openbare zwembaden uit, waar het publiek al dan niet tegen betaling kan komen zwemmen. Daarnaast zijn vakantieparken, hotels, kampeerterreinen en privéwoningen soms voorzien van een privézwembad, waarvan de toegang beperkt kan zijn tot de bewoners. Rond het zwembad kan aanvullende infrastructuur worden voorzien zoals douches, ontsmettingsbaden, bars en ontspanningsruimtes. Openbare zwembaden beschikken meestal over verkleedcabines.
Afhankelijk van het plaatselijk klimaat kan een zwembad in de open lucht liggen of overdekt zijn, en het water kan verwarmd worden.
De vorm en afmetingen van een zwembad hangen af van de inspiratie van de architect en de behoeften van de gebruiker. Voor officiële wedstrijden is een zwembad met olympische afmetingen gebruikelijk.
Het water in een zwembad wordt gerecycleerd en moet niet alleen gefilterd worden, maar ook behandeld tegen de risico's van bacteriële infectie. Traditioneel wordt hiervoor een verbinding van chloor of broom gebruikt, hoewel hoge concentraties van deze scheikundige elementen hun eigen gezondheidsrisico's dragen.
Een badmeester (m/v) houdt toezicht op de veiligheid in en rond een openbaar zwembad.

## Fitness
Sinds het begin van de jaren 1960 is de aandacht voor lichaamsoefening als onderdeel van gezond leven sterk toegenomen. Volgens de bevraging "Fitness in America" uit 1984 nam 59 percent van de bevolking van de Verenigde Staten van 18 jaar en ouder geregeld deel aan een lichamelijke activiteit; ter vergelijking: in 1961 was dat nog 24 percent. In diezelfde periode nam het aantal overlijdens door hartaanvallen af met 40 percent, en het aantal overlijdens door beroertes met 30 percent, al zit in die afnames ook een bijdrage van andere factoren zoals verbeterde voeding, minder roken en een nauwere opvolging van de bloeddruk. Volgens dezelfde studie is zwemmen de populairste activiteit met 27 miljoen Amerikanen op een totale populatie van 150 miljoen volwassenen, vóór fietsen met 19,5 miljoen deelnemers, 16 miljoen joggers en 13,5 miljoen tennisspelers.